# Anders Bondeman
Anders Fredrik Bondeman, född 16 februari 1937 i Jönköping, Jönköpings län, död 18 november 2022 i Stockholm, var en svensk organist.
Bondeman, som var professor vid Kungliga Musikhögskolan, var elev till bland andra Alf Linder, Cor Kee och Helmut Walcha. Han var först verksam som kyrkomusiker i Bengtsfors i Dalsland 1960–1962, sedan organist i Eksjö kyrka 1962–1971 och därefter tillträdde han organisttjänsten i Sankt Jacobs kyrka i Stockholm 1971 där han verkade fram till sin pensionering 2002.
Bondeman hade som få svenska organister, musiker och konstnärer en betydande påverkan på utvecklingen av en konstart i detta land; i det här fallet främst improvisationskonsten.
Bondeman var den som satte Sverige på kartan i denna disciplin, som fram till hans förstaprisvinst i den internationella orgelimprovisationstävlingen i Haarlem (Holland) hade dominerats av andra länders deltagare. Senare omsatte han den till pedagogik i det att han influerade, fostrade, öppnade nya vägar för flera generationer av organister/kyrkomusiker genom att verka som professor i detta ämne under många år på Musikhögskolan.
Bondeman hade även en internationell karriär, med otaliga konserter, uppdrag som juryledamot i tävlingar och lärare på ett flertal kurser världen runt – inte minst i orgelimprovisationskonstens "Mecka": Haarlem i Holland. 

## Familj
Gift 1960 med musikdirektör Kersti Bondeman (född Ericson), två barn, Karin och Martin Bondeman.

## Priser och utmärkelser
- 1965 - som förste svensk och skandinav vinnare av den internationella orgelimprovisationstävlingen i Haarlem, Holland.
- 1989 – Ledamot nr 866 av Kungliga Musikaliska Akademien
- 2016 – Medaljen för tonkonstens främjande [4]

## Diskografi
- Anders Bondeman spelar på orgeln i Eksjö kyrka Euphonic 1969, ELP 002

- Anders Bondeman spelar Otto Olsson och César Franck Åkerman & Lund-orgeln i Kristine kyrka, Jönköping RMLP 1098, stereo, SR Records 1969

- Svenska orglar Anders Bondeman och Rune Engsö Fabo, SLP 33108

- Birgit Nilsson i S:t Jacobs kyrka Birgit Nilsson, Anders Bondeman och S:t Jacobs ungdomskör under ledning av Stefan Sköld Grammofon AB Elektra 1977, SLT 33256 Stereo

- Anders Bondeman – Bach, Reger, Gigout och Bondeman BIS 1982, BIS LP-193: Anders Bondeman BIS CD-193:

- Anders Bondeman och Folke Forsman Organs in Stockholm Anders Bondeman, Gotthard Arnér, Erik Boström, Mats Ericson och Per Thunarf Edward Vincents orgelstiftelse 1991, VinCD 100

- Orgeln i S:t Jacob Dubbel CD med Anders Bondeman och Michael Waldenby Nosag records 2004, Nosag CD 2098

- Orgeln i Gamleby Anders Bondeman Nosag records 2004, Nosag CD 097

- Sånger & psalmer i S:t Jacobs kyrka Anders Bondeman och S:t Jacobs kammarkör under ledning av Gary Graden SJKK001, 2007

- Anders Bondeman – The Great Organ of S:t Jacobs Church in Stockholm Ictus Musikproduktion 2009, IMP0908

- The Stockholm City Hall Organ Anders Bondeman, Mats Ericson, Ralph Gustafsson, Per-Ove Larsson och Per Thunarf Nosag records 2010, Nosag CD 2180